# LXXIII. Armeekorps (Wehrmacht)
Das LXXIII. Armeekorps, auch (röm. 73. AK) der deutschen Wehrmacht, im vollen Titel Generalkommando LXXIII. Armeekorps, war die Bezeichnung für die entsprechende Kommandobehörde aber auch für den Großverband aus mehreren Divisionen und eigenen Korpstruppen, der von diesem Generalkommando geführt wurde und unter dem Oberbefehl einer Armee oder Heeresgruppe stand.

## Geschichte
Es handelt sich um ein Generalkommando, das seit seiner Aufstellung im Juli 1943 mehrfach umbenannt und durchgehend in Italien eingesetzt wurde.

### Vorgeschichte
Aufgestellt wurde das Generalkommando am 25. Juli 1943 als Kommandierender General der Sicherungstruppen und Befehlshaber im Heeresgebiet B. Am 21. September 1943 erfolgte die erste Umbenennung in Militärbefehlshaber Oberitalien, weitere Umbenennungen erfolgten am 27. Oktober 1943 in Befehlshaber im Sicherungsgebiet Alpenvorland, am 10. Januar 1944 in Befehlshaber in der Operationszone Alpenvorland, am 21. Januar 1944 in Befehlshaber in der Operationszone Alpenvorland (Gruppe Witthöft), am 15. Mai 1944 in Befehlshaber Venetianische Küste. Kommandierender General war bis zur Umbenennung durchgehend Joachim Witthöft.

### LXXIII. Armeekorps
Am 26. November 1944 erfolgte die Umgliederung in Generalkommando LXXIII. Armeekorps. Am 1. Dezember 1944 wurde General der Infanterie Anton Dostler zum Kommandierenden General ernannt.
Das Generalkommando war Teil der 10. Armee und hatte die  114. Jäger-Division sowie Teile der 162. (turk.) Division unterstellt.

## Unterstellung
| Datum      | Unterstellung             |
| 25.07.1943 | Heeresgruppe B            |
| 21.11.1943 | AOK 14                    |
| 24.01.1944 | Armeegruppe von Zangen    |
| 18.05.1944 | Armeeabteilung von Zangen |
| 23.06.1944 | AOK 10                    |

## Kommandeure
| Dienstzeit             | Dienstgrad             | Name          |
| ---------------------- | ---------------------- | ------------- |
| Aufstellung – Mai 1945 | General der Infanterie | Anton Dostler |

| Dienstzeit                | Dienstgrad     | Name            |
| ------------------------- | -------------- | --------------- |
| Aufstellung – Januar 1945 | Oberst         | Günther Gericke |
| Januar 1945 – Mai 1945    | Oberstleutnant | Josef Weber     |